# Artrium
Das Artrium ist eine Berufsfachschule für Darstellende Kunst für Bühne, Film, Fernsehen und Multimedia. Standort ist das denkmalgeschützte ehemalige Schulgebäude von 1891 in der Thedestraße 99 in Hamburg-Altona.

## Geschichte
Als Absolvent der Schule für Schauspiel Hamburg und Meisterschüler des Assistenten von Lee Strasberg, Dominique de Fazio am „Studio De Fazio“ in Rom gründete Lukas Scheja zusammen mit seiner Frau Uta Scheja 2004 das „Artrium – Studio für darstellende Kunst“ im Anschluss an seine Bühnen- und Filmkarriere als Schauspieler und Regisseur. Nach zwei Jahren wurde die Schauspielausbildung durch mehrere Weiter- und Fortbildungszweige ergänzt und in „Artrium, Schauspielschule Hamburg“ umbenannt.
Teile des Ausbildungsensembles wurden 2007 nach Los Angeles eingeladen, um vor und hinter der Kamera des Filmes „Dancing on a Dry Salt Lake“ Teil der Hollywood-Produktion zu sein. Diese wurde durch Lukas Scheja mit Alsterglobalvillage coproduziert. Der Film wurde bis zum Jahr 2013 mit 39 internationalen Preisen ausgezeichnet.
Der Ausbildung in Hamburg wurde im Jahr 2020 eine Online-Schauspielausbildung zur Seite gestellt.

## Ausbildung
Der Eintritt in die Schauspielausbildung erfolgt über eine bestandene Aufnahmeprüfung. Die Ausbildung ist praxisorientiert und steht in den Traditionen der klassischen Schauspielmethodiker wie Konstantin Stanislawski, Lee Strasberg, Michael Tschechow und Sanford Meisner, Jerzy Grotowski und Jaques Lecoq sowie aktuell Keith Johnstone, Susan Batson und Edward Morris.
Die Vollausbildung ist BAföG-gefördert und vergibt den staatlich anerkannten Abschluss der Film- und Bühnenreife Schauspiel.

## Ausbildungsfächer
- Schauspiel (Szenenstudium, Monologe, Improvisation, Einzel- und Ensemblearbeit)
- Sprache (Bilinguale Sprechtechnik Dt./Engl., Phonetik, Artikulation und Atemtechnik in Einzel- und Ensemblearbeit)
- Gesang (für Bühne und Studio, Noten- und Musikkunde, Mikrofon)
- Tanz (Basis Klassisch, Contemporary Solo und im Ensemble)
- Geschichte des Theaters, Filmgeschichte und Kunstgeschichte
- Kampfkunst für Film und Bühne (Karate, Jiu-Jitsu)
- Praxis und Theorie zu Künstlerhomepages, Bewerbungen, Freiberuflichkeit und Versicherungsrecht

## Dozenten und Absolventen
Es unterrichten u. a. die folgenden Dozenten:
- Wladimir Tarasjanz (* 1948), Schauspieler und Regisseur
- Kathy Savannah Krause (* 1982), Musicaldarstellerin

Die Schule hat u. a. folgende Absolventinnen:
- Andrea Gerhard (* 1983), Schauspielerin und Moderatorin
- Alina Liss (* 1991), Schauspielerin
- Clarissa Knorr (* 1972), Schauspielerin